# سه‌گانه (فیلم)
سه‌گانه (انگلیسی: Trilogy) فیلمی به کارگردانی فرانک پری است که در سال ۱۹۶۹ منتشر شد.